# Alexander Dalrymple

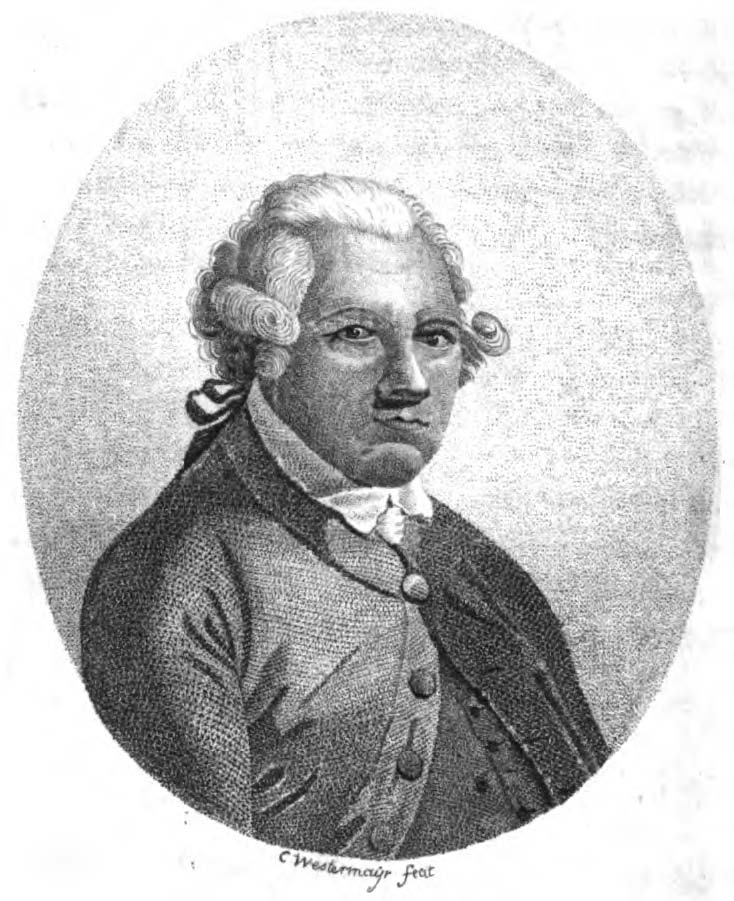
Alexander Dalrymple

Alexander Dalrymple (Newhailes (Midlothian), 24 juli 1737 - Londen, 19 juni 1808) was een Schots geograaf.
De historische betekenis van Dalrymple ligt vooral in zijn rol als voorvechter van de theorie van het onontdekte continent Terra Australis. Dit idee dook reeds op bij de Egyptische geleerde Ptolemaeus. Men geloofde dat het bestaan ervan noodzakelijk was om de aarde in evenwicht te houden, anders zou de landmassa op het noordelijk halfrond in een verhouding 8:1 te dominant zijn. Door dit standpunt ontwikkelde hij de bekende rivaliteit met navigator en cartograaf James Cook, die eerder sceptisch was over het bestaan ervan.
Cook werd door de Britse Admiraliteit uitgestuurd voor drie wereldreizen, waarbij het nagaan van het bestaan van dit continent een van de opdrachten was. Dalrymple had op de opdracht van expeditieleider gehoopt, maar men gaf de voorkeur aan de ervaren zeevaarder Cook boven de "bureaugeleerde" Dalrymple.
Cook overschreed, wellicht als eerste, de zuidpoolcirkel en voer ook om Antarctica, waardoor bleek dat voor het veronderstelde continent gewoon geen plaats genoeg was. Antarctica zelf kwam dan weer niet in aanmerking omdat men van een bewoonbaar continent in gematigde klimaatzone uitging.
- Australian Dictionary of Biography: dalrymple-alexander-1949
- Biblioteca Nacional de Chile: 000349865
- Biblioteca Nacional de España: XX1172533
- Bibliothèque nationale de France: cb12081217m (data)
- Author citation (botany): Dalr.
- Stuttgart Database of Scientific Illustrators 1450–1950: 5241
- Gemeinsame Normdatei: 116017562
- International Standard Name Identifier: 0000 0000 7358 9582
- Library of Congress Control Number: n50045104
- Nationale bibliotheek van Australië: 35914326
- Nationale Bibliotheek van Israël: 987007275308405171
- Nederlandse Thesaurus van Auteursnamen: 07042103X
- Réseau des bibliothèques de Suisse occidentale: 02-A003152584
- Istituto Centrale per il Catalogo Unico: RMSV649610
- SNAC: w6np30jx
- Système universitaire de documentation: 029119669
- Museum of New Zealand Te Papa Tongarewa: 41553
- Trove: 1143845
- Union List of Artist Names: 500437357
- Virtual International Authority File: 14795109
- WorldCat: E39PBJjMD4WxPkTRvqmh7b8XBP